# Rhinyptia infuscata
Rhinyptia infuscata är en skalbaggsart som beskrevs av Hermann Burmeister 1844. Rhinyptia infuscata ingår i släktet Rhinyptia och familjen Rutelidae. Inga underarter finns listade i Catalogue of Life.